# Jasmin Dolati

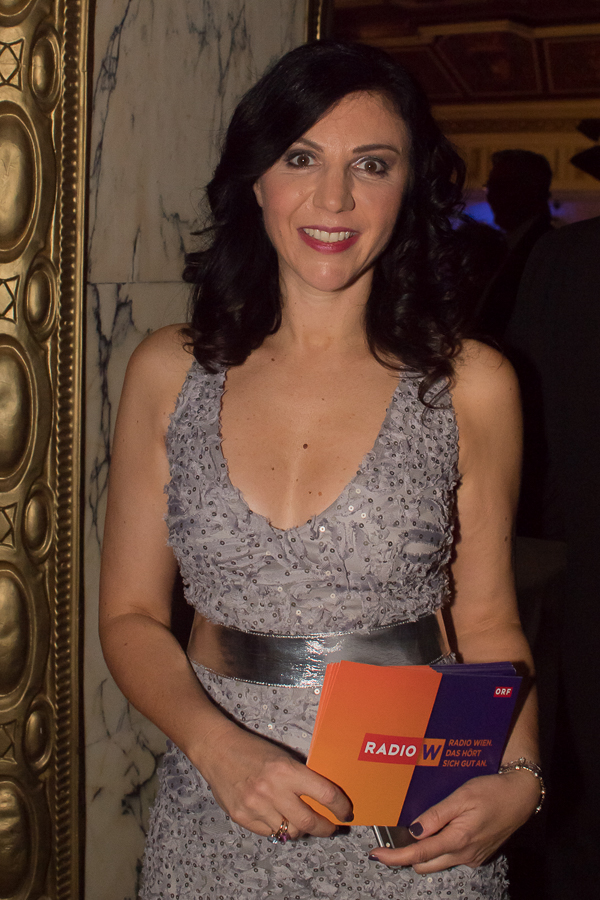
Jasmin Dolati 2017

Jasmin Dolati ist Programmchefin von Radio Wien, dem Ö2-Regionalprogramm des ORF für die österreichische Hauptstadt Wien.

## Werdegang
Ihre ORF-Karriere begann Dolati 1989 im Landesstudio Tirol als Moderatorin, Sprecherin und Verantwortliche für Phone-in-Sendungen. Als Gestalterin von Beiträgen des Aktuellen Dienstes, der Wissenschafts-, Kultur-, Frauen- und Wissenschaftsredaktion war Dolati aber auch auf Ö1 und Ö3 zu hören. Dolati legte 1989 in Innsbruck ihre Matura ab und studierte dort Psychologie. Von 1995 bis 1997 war sie Moderationschefin und Nachrichtensprecherin von Radio Melody Salzburg. 1998 übersiedelte sie nach Wien, wo sie bis 2000 als Beitragschefin, Nachrichtensprecherin, Chefredakteurin und Planungsverantwortliche bei 92.9 RTL (Österreich) arbeitete. Bei Radio Wien ist Dolati seit 2001 beschäftigt, und zwar zunächst als Programmmanagerin und dann als Leiterin der strukturellen Planung T&C (Traffic & Continuity).
Die Journalistin und Managerin Jasmin Dolati ist seit Jänner 2007 die Programmchefin von Radio Wien. Dort fungiert sie auch regelmäßig als Gastgeberin der Diskussionssendung "Talk im Turm" im Wiener Ringturm. 